# Rienda (Zaragoza)
Rienda es un lugar del municipio español de Sigüés, perteneciente a la provincia de Zaragoza, en la comunidad autónoma de Aragón.

## Historia
Hacia mediados del siglo XIX, el lugar, referido por entonces como una pardina, ya pertenecía al término de Sigüés. Aparece descrito en el decimotercer volumen del Diccionario geográfico-estadístico-histórico de España y sus posesiones de Ultramar de Pascual Madoz con las siguientes palabras:

RIENDA: cot. red. ó pardina de la prov. de Zaragoza, part. jud. de Sos, térm. jurisd. de Sigües. sit. á la dist. de una hera del mismo en la rib. izq. del r. Aragon: tiene una hora de long. y 1/2 de lat., y confronta por el N. con el r. Aragon, que la separa del térm. de Sigües; por E. con el de Artieda; por S. con el de Undices Pintano, y por O. con el de Ruesta: comprende varios corrales para albergue de labradores y ganados. Su terreno es fuerte y feraz, y produce trigo, cebada y avena. Perteneció á las monjas benitas de Jaca y ahora lo posee Sigües á censo perpétuo.
(Madoz, 1849, p. 472)